# Arhitectura islamică

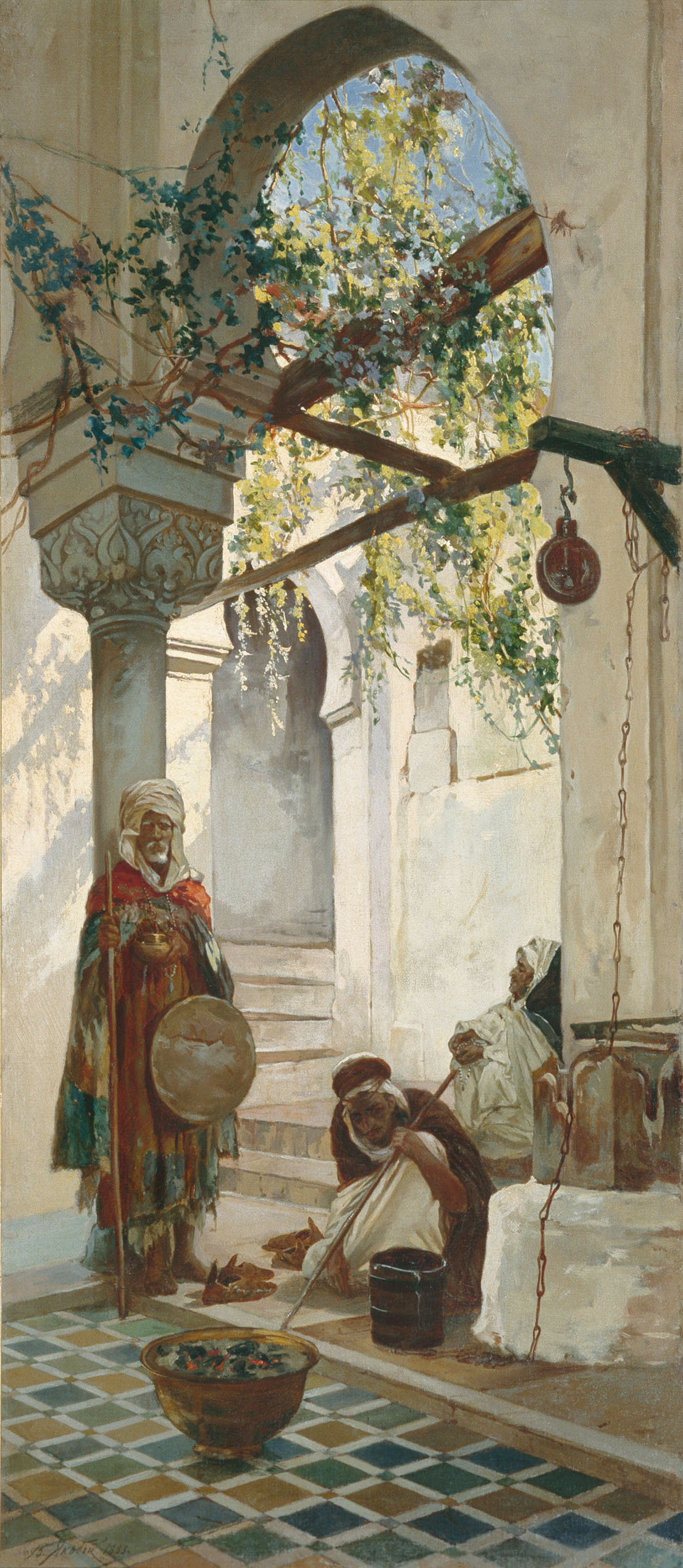
Intrarea unei moschei din Tlemcen în Algeria, pictură orientalistă din 1882 de Valery Jacobi.

Numim arhitectură islamică arta de a construi (în arabă al-bina) dezvoltată într-o regiune ce se întinde din Spania până în India între 622 și secolul al XIX-lea, așa numitul Dar-al-islam, corespunzătoare Califatului Umayyad.
Arhitectura islamica este foarte asemănătoate cu cea din Grecia Antică.

## Tehnici arhitecturale

### Materiale
Alegerea unui material depinde de mai mulți factori : regiunea în care este construită clădirea, accesibilitatea materialului, costul acesteia, destinația acestuia...
Există sase tipuri de materiale utilizate în construcție în Islam, pe lângă lemn, care poate fi găsit peste tot, și mai ales în șarpante.
- tabya (chirpiciul): este un amestec de pământ, var și lut ars și pisat (șamotă) sau pietricele mici. Presat între două plăci de lemn, acest material este utilizat în principal pentru case.
- banco: amestec de lut și paie, Moscheia Djingareyber  din Timbuktu este din banco.
- tawb (cărămidă nearsă): el are avantajul de a fi ușor de găsit și de folosit, și ieftin. Marele său neajuns se află în faptul că apa îi este fatală.
- adjurr (cărămidă arsă): foarte utilizat în Irak, în India, el a fost, de asemenea, materialul preferat în Egipt până în secolele XII și XIII. Acesta este utilizat pentru toate tipurile de monumente, de la cele mai simple până la cele mai importante (moschei, madrasas, morminte). Nu este foarte scump și se conservă bine.
- moloz: este făcut din pietre îmbinate și unite cu mortar din var și nisip, la care s-a adăugat uneori cărbune și șamotă.
- piatră: este în uz din Spania și până în Irak. Natura pietrelor folosite variază în funcție de regiuni. În general, marmura este utilizată pentru proprietățile ei decorative (culori).

### Elementele arhitecturale

#### Arcele/Arcadele
Arcele/arcadele sunt un element major în arhitectura islamică, la fel ca și în arhitectura occidentală. Unele sunt comune estului și vestului, cum sunt arcul semicircular sau arcul gotic; altele, însă, sunt specifice lumii islamice cum ar fi arcul persan, cu profile carenat, arcul polilobat, arcul cu lambrichene, ba chiar și arcul potcoavă, toate trei foarte răspândite în Spania și în Maghreb.

#### Elementele de sprijin, suporții
Arhitecții islamici folosesc două tipuri de suporți: coloanele și pilaștrii/stâlpii.
- Coloana este un suport cilindric. În primele secole ale Islamului, coloanele care sunt utilizate de multe ori provin din clădiri antice, dar după o anumită perioadă de timp, materiale antice devin rare și lucrătorii islamici învață să le taie ei înșiși.
- Un pilon este un element de zidărie, de cele mai multe ori pătrat, dreptunghiular sau în formă de cruce.

#### Cupole
O cupola este un acoperiș semisferic, care se sprijină pe o porțiune de tranziție octogonală (cel mai adesea), ea însăși sprijinită pe patru piloni. Porțiunea de tranziție este marea problemă a arhitecților islamici. Ei se pot folosi de pandantive, adică triunghiuri convexe, plasate în vârf, la fel ca în lumea bizantină, sau de trompe, de mici nișe, care provin se pare din lumea iraniană.
Nervurile și muqarnas, care de multe ori umplu cupolele în lumea islamică, nu au, în general, nicio reală funcție arhitectonică.
Numim dom exteriorul unei cupole. Începând cu secolul XV, cupole sunt de foarte multe ori duble, adică există un spațiu mai mult sau mai puțin important, între coca internă și coca externă. Această tehnică permite realizarea de monumente mai înalte.
Una dintre cele mai vechi și cele mai remarcabile cupole pe trompe din lumea musulmană, cupola deasupra mihrabului Marii Moschei din Kairouan în Tunisia ; cupola, datată în  prima jumătate a secolului IX (spre 836), include în exterior, o calotă semisferică cu nervuri așezată pe un tambur octogonal cu fețele ușor concave, care se ridică pe o bază pătrată, decorată cu nișe. Pe plan intern, calota semisferică este decorată cu 24 de caneluri concave radiale în jurul cheii cupolei.

#### Iwanurile
Iwanurile s-au născut în lumea iraniană cu mult înainte de venirea Islamului, probabil, sub dinastia sasanizilor. Este vorba un coridor boltit (sau un portic mare arcuit), cu o fațadă dreptunghiulară deschisă printr-un arc mare.

#### Piștak
Piștakul este, de asemenea, un element provenind din Iran. Este vorba de un portal în formă de arc care iese în relief din fațadă. În general, este flancat de două minarete, dar nu întotdeauna.

#### Mashrabiya și ferestre cu jaluzele
Sistemul de închidere a ferestrelor este un element care este tratat în diferite moduri, în lumea islamică. Mashrabiya, un fel de garduri din lemn (sau alte materiale, de exemplu marmura în India) sunt utilizate frecvent. Uneori, adevărate bariere de mashrabiya  sunt create, ca în complexele și moscheile mamelucilor.
- Exemplu de arce depășit (1er plan) și polylobés (windows 2e planul), Palatul Aljaferia, Zaragoza.
- Coloane și arcade persan : curtea de moscheea al-Azhar din Cairo.
- Iwan a madrasa de Ulugh Sac, Samarkand în Uzbekistan.
- Exemplu de pishtak, Mashhad de Ali din Najaf din Irak.

### Elementele decorative
Există o mie și una de modalități de a decora o clădire în ținuturile Islamului. Ceramica, sculptura, pictura, mozaicul sunt unele dintre cele mai des utilizate tehnici. Anumite elemente arhitecturale au, de asemenea, o vocație ornamentală.
Spre deosebire de ceea ce credem cei mai mulți dintre noi, decorul arhitectural, ca și arta islamică, în general, este frecvent figurativ. O excepție importantă, cu toate acestea, o constituie clădirile cu vocație religioasă care, teoretic, nu pot să conțină reprezentări ale omului sau animalului.

#### Elemente arhitecturale cu scop decorativ
Desigur, decorul unei clădiri este determinat mai întâi de componentele arhitecturii sale. Materiale, arcuri, paranteze, cupole sunt tot atâtea suporturi de decor: nu este o întâmplare că  Marea moschee din Cordoba are coloane de marmură albă și albastră, arce cu bolțari de culori alternate, uneori polilobate, și muluri în cupole! În proiectarea unei clădiri, arhitectul ține cont cel puțin la fel de mult de datele referitoare la decor ca de datele pur arhitecturale .
Un element destul de caracteristic lumii islamice ilustrează importanța elementelor arhitecturale cu rol decorativ: muqarnele, numite și "muqarba" în țările din occidentul musulman sau, mai simplu, "stalactite". În fapt, sunt mici nișe asociate geometric și formând o compoziție tridimensională. Ele sunt frecvente la cupole și la porțiunile de tranziție, dar și pe unele capiteluri, arcade etc. Acest element are o origine obscură : se crede frecvent că s-ar fi născut în Iranul oriental prin secolul X, dar circulă și alte ipoteze (Egipt, occident, Bagdad...). Oricum, este larg răspândit în întreaga lume islamică, și magnificele bolți cu muqarnas ale Alhambrei din Granada nu au nimic de invidiat la cele ale Timurizilor. Mai multe materiale sunt utilizate pentru a le crea, în funcție de regiuni și perioade : stuc și faianță în Iran, piatră în Egipt și Siria.
A'blaq este, de asemenea, o tehnică islamică, răspândită în principal în Siria și Egipt, dar care poate fi, de asemenea, găsită uneori în Anatolia. Ea constă în încorporarea de pietre de diferite culori (marmură în cea mai mare parte) în perete. Capodopera acestei tehnici este mihrabul de madrasei Firdaws din [[Alep]], care datează din perioada de ayyubidă, dar și mamelucii, au folosit această tehnică într-un mod expansiv.

#### Mozaicul

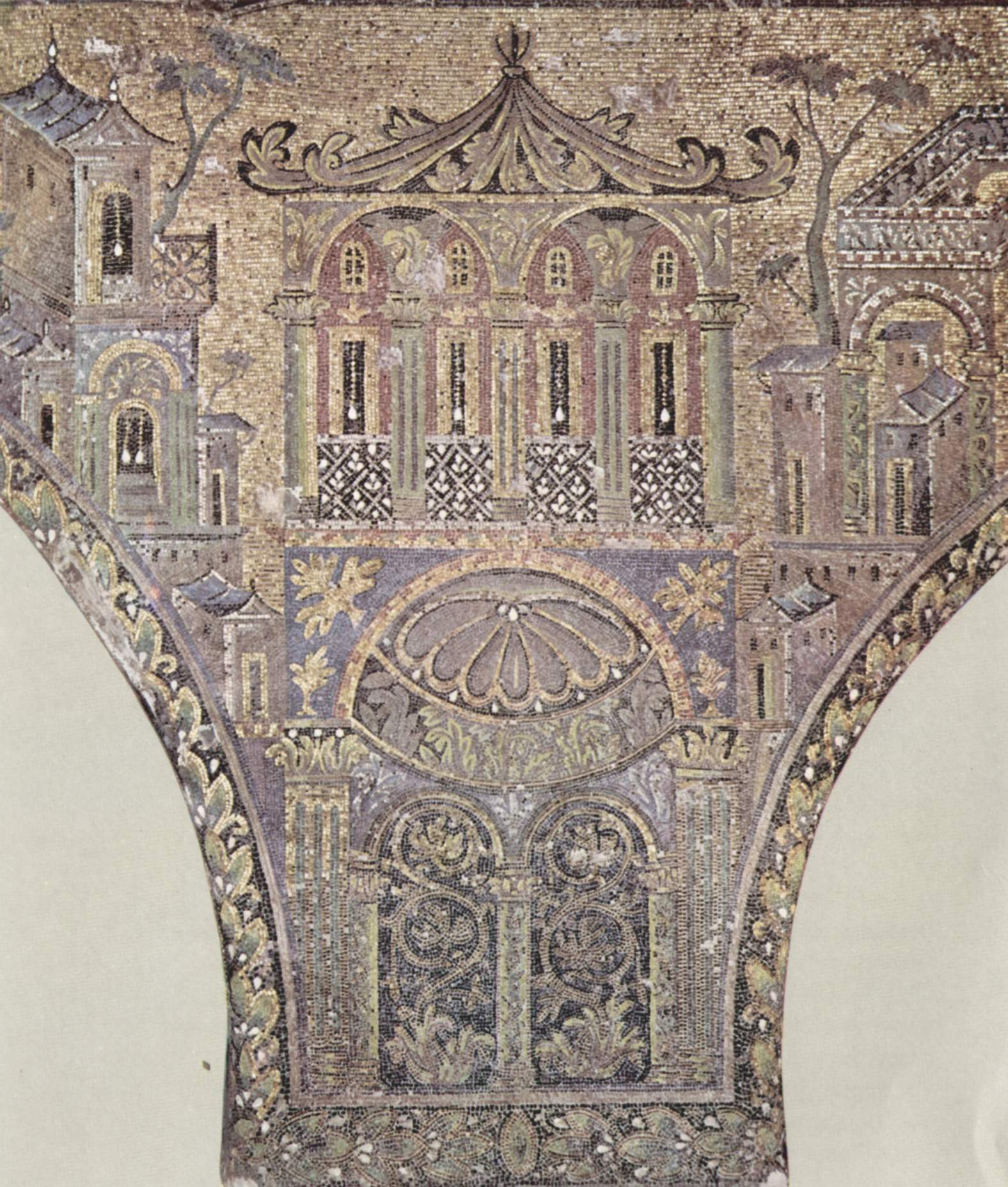
Mozaicul Marii Moschei din Damasc, pe la 715.

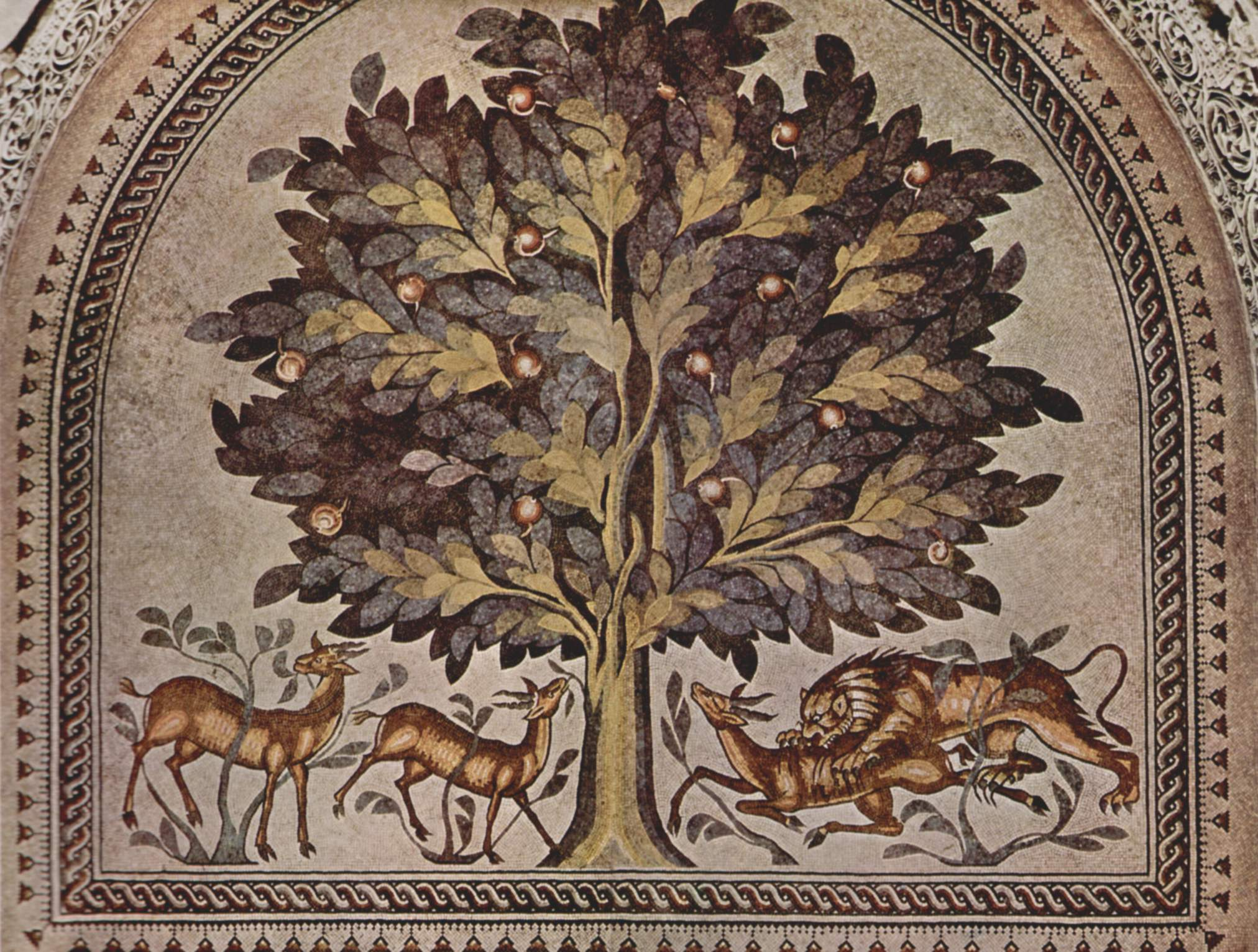
Mozaicul Khorbat al-Mafjar, sec. VIII.

Mozaicul este utilizat în mai multe epoci : Califatul omeyyazilor, califatul de omeyyazilor din Spania, califatul Abbasizilor, sultanatul mameluc. În primele trei cazuri, observăm o puternică influență antică și bizantină (mozaic cu fundal de aur). Știm, de altfel, că au fost artiști bizantini care au lucrat în lumea islamică, la începuturile ei. La mozaicurile mameluce, cazul este un pic diferit, unde e vorba de o întoarcere la surse. Acestea sunt puternic influențate de mozaicurile pe fond de aur de la Domul stâncii și Moscheea Omeyyazilor din Damasc.

#### Teracota
Teracota este extrem de folosită pentru a decora toate tipurile de clădiri, în lumea iraniană, în special, dar, de asemenea, în restul lumii islamice. Se utilizau două tipuri de elemente : elemente structurale, adică cărămizi smălțuite sau decorate în vreun fel și elemente pur decorative, și anume, plăci de ceramică pentru acoperirea pereților.
Principalele tehnici utilizate sunt următoarele :
cu cărămizi
- Ornamentații din cărămidă nesmățuită, ca la Bab Mardum, la Toledo ;
- H'azerbaf-ul, care înseamnă "o mie de țesături" în persană: alternanțe de cărămizi smălțuite și nesmățuite. Această tehnică este utilizată în principal în arhitectura il-khanidă și timuridă. Uneori, cărămizile desenează cuvinte în caligrafie kufică (repetând numele lui Allah, de exemplu).

cu ceramica decorativa
- Plăci de gresie pentru acoperire. În funcție de epocă, ele pot fi în formă de stele, triunghiuri, octogoane care se îmbină unele cu altele sau tăiate mai complicat, formând panouri. Tehnicile de decorare sunt variate : carouri mulate smălțuite, lajvardina, cuerda seca etc.

- Mozaicul din ceramică este destul de specific pentru arta timuridă. Este, în fapt, forme decupate din placi ceramice de diferite culori. Aceasta tehnica, extrem de delicate, va fi înlocuit sub Safavid de cuerda seca, mai puțin complexă și mai puțin costisitoare, dar care permite efecte să fie destul de asemănătoare.

## Tipologia clădirilor
Destinațiile unei clădiri pot fi multiple (moschee și madrasa, de exemplu). Se întâmplă adesea ca arheologii să nu fie în măsură să identifice exact funcționalitatea clădirii, pentru că planuri identice sunt folosite pentru diferite tipuri de clădiri.

### Arhitectura Religioasă

#### Moscheea și locurile de cult
Moscheea este locul de rugăciune (salat în arabă) pentru musulmani. Potrivit coranului, rugăciunea trebuie să fie făcută oriunde, pentru că orice loc este sfânt pentru că a fost creat de către Allah. Însuși Profetul considera arhitectura scumpă și inutilă: asta e culmea, când te gândești la miile de realizări arhitecturale ale lumii islamice! Foarte repede, în fapt, s-au înființat în locuri în care musulmanii se adunau să se roage. Aceste clădiri serveau nu numai pentru a aduce împreună o comunitate minoritară (lumea islamică nu a devenit majoritar musulmană decât în cursul secolului XIII) în criză de repere, dar și pentru a marca locurile dominate de Islam.
În limba arabă, moscheea este numit " masjid ", de la cuvântul sajada, a se prosterna.
Tipuri de moschei și locuri de cult asemănătoare
Există diferite tipuri de moschei. Cea mai simplă este moscheea de cartier, care permite credincioșilor să vină și să se roage atunci când au chef.
Mai importantă este moscheea mare, cunoscută și sub numele de moscheea congregațională sau Marea moschee ( masjid el kabirr ). Cum indică numele său , în principal, servește pentru marea rugăciune de vineri, ziua sfântă a musulmanilor. De multe ori există una singură pentru orașele mici, însă orașul Cairo, de exemplu, are o duzină.
În cele din urmă, musalla este un loc de rugăciune în aer liber, de obicei, situat în afara orașelor, și folosit în timpul marilor sărbători religioase.
Elementele constitutive ale unei moschei
- Incinta: moscheea este întotdeauna separată de lumea exterioară printr-un perete. Uneori, ea dispune chiar și de o ziyada, adică un spațiu gol închis de două incinte care inconjoară moscheea, și servește pentru purificarea dreptcredinciosului.
- Camera de rugăciune sau Haram : este locul în care musulmanii se roagă. Solul este întotdeauna acoperit cu covor, în scopul de a păstra locul purificat.
- Fântâna : indispensabilă într-o moschee, ea permite credinciosului să practice ritualul abluțiunilor înainte de rugăciune.
- Minaretul : un turn înalt, de unde muezinul lansează chemarea la rugăciune. Minaretul este folosit pentru a marca locul unui sanctuar, pentru că se poate vedea de departe, permițând, în același timp, ca glasul muezinului să răzbată pe deasupra caselor din jur. Forma acestuia variază cu regiunea și cu epoca.
- Mihrabul: cel mai important element al clădirii, pentru că indică Qibla, în ce direcție este Mecca, spre care se roagă toți musulmanii. Mihrabul se află pe peretele qibla. Mihrabul are în general forma unei nișe mai mult sau mai puțin adânci, mai mică sau mai mare. Pot exista mai multe în aceeași moschee, dar toate rămân în aceeași direcție (Qibla)
- Minbarul: amvon. Din lemn sau orice alte materiale (piatră, de marmură, de exemplu), el se află întotdeauna lângă mihrab. Cel mai vechi minbar din lumea musulmană, datat în secolul al IX-lea (pe la 862) și făcut din lemn de teck,  sculptat cu rafinament, se află în Marea Moschee din Kairouan (în Kairouan, Tunisia).[6]
- Dikka:  tribună care permite să se audă în camera de rugăciune glasul muezinului. Există numai în marile moschei.
- Maqsura : este un loc închis, situat în apropiere de mihrab, rezervat suveranului pentru a-l proteja de atacuri. Maqsura nu este prezentă în toate moscheile, pentru că se opune idealului de egalitate a religiei musulmane.

Diferitele planuri de moschei
- Planul arab

Acesta este primul plan conceput. El se bazează pe un model mai mult sau mai puțin mitic: casa lui Mahomed din Medina, care se află în prezent în marea moschee din Medina. Planul arab, sau planul hypostyle, constă dintr-o curte cu portic și o sală de rugăciune cu coloane, naos fiind orientat paralel sau perpendicular (pentru Maghreb și anumite excepții) spre Qibla. Îl găsim în întreaga lume islamică, din Siria (la Mare moscheea Umayyad din Damasc, de exemplu) până în Maghreb (de exemplu, Marea Moschee din Kairouan în Tunisia, a căror înfățișare actuală datează în principal din secolul IX), în Spania și în Irak.
- Planul iranian

După cum îi indică numele, acest plan se găsește aproape exclusiv în Iranul Mare, adică într-o regiune cuprinzând Iranul, o parte din Afganistan și o parte din Pakistan și din Irak. Cu toate acestea, este, de asemenea, planul folosit în India înaintea dinastiei mogulilor și pe teritoriul actual al Uzbekistanului sub dinastia Chaybanidă. El apare în secolul X, cu dinastia selgiucidă , și este caracterizat prin utilizarea de iwan-uri, a unui pishtak , și o sală de rugăciune sub cupolă. Un iwan este o cameră boltită deschisă pe o latură de o arcadă mare inclusă într-un cadru dreptunghiular. În general, curțile moscheilor au patru iwan-uri, dispuse în cruce. Un pishtak este un portal avansat, de multe ori surmontat de două minarete și deschis de un arc mare. Moscheea Șahului din Isfahan este unul din cele mai bune exemple cunoscute de plan iranian.
- Planul mogul

Acest plan se găsește exclusiv în India, începând cu secolul al XVI-lea și este influențată de planul iranian. El se caracterizează printr-o curte mare cu patru iwan-uri, dintre care unul se deschide spre o sală de rugăciune, îngustă și dreptunghiulară, încoronat de trei sau cinci cupole cu bulb. Mariile moschei din Delhi și Bîdâr folosesc acest tip de plan.
- Planul otoman

Acest plan îl aflăm în Turcia (actuală) mai ales, și a fost pus la punct de către arhitectul Sinan, după cucerirea Constantinopolului în 1453; cu toate acestea, este prima din secolul al XIII-lea în prima arta otomană. Acesta constă dintr-o sală de rugăciune sub o cupolă uriașă dedicate jumătate-cupole și mai mici cupole. De multe ori, moschei de tip otoman fac parte din complexe de mari dimensiuni. Se poate detecta o influență bizantină (hagia Sophia, în special).

#### Madrasa
O madrasa este de obicei considerată ca o școală coranică; totuși, este în principal un loc unde se studiază dreptul. Desigur, acest lucru este bazat pe Sharia, legea islamică cum este ea explicată în Coran, dar în lumea islamică, este necesar să înțelegem că Coranul reglementează cele mai multe aspecte ale vieții de zi cu zi. În madrase se predau una sau mai multe dintre cele patru rituri ortodoxe (hanafi, chaféite, maliki și hanbali), care corespund cu patru școli de drept, ușor diferite în unele aspecte canonice și tradiționale. În plus, se mai predau în madrase filologia, limba arabă, știința (cu excepția medicinei, care se predă în școli specializate). De multe ori, madrasa servește ca moschee de cartier, și vice-versa. Ele sunt întotdeauna administrate de ca o waqf (ca o fundație pioasă).
Originea madrasei
Conceptul de madrasa s-a născut în Iran, în secolul XI, datorită celebrului vizir Nizam al-Mulk, deși nu se cunoaște în prezent niciuna din ale sale " nizamiyya ". Cu toate acestea, vom găsi această origine iraniană în unitate arhitecturală care caracterizează madrasele: planul cruciform, cu patru iwans, pare a fi o amprentă.
Evoluții
În afară de Iran, există madrase în Anatolia sub selgiucizi și apoi sub otomani, în Siria și în Egipt sub Ayyubizi și Mameluci, iar în Maghreb începând cu Marinizii.
Madrasa anatoliană selgiucidă se caracterizează prin materialul lor — piatra, și prin curțile lor înguste sau chiar inexistente, din cauza climei reci din regiune. Portalul este, de obicei, un pretext pentru o abundență de decor sculptat. Tradiția madrasei continuă în Anatolia, în secolele al XIV-lea și al XV-lea; apoi, sub otomani, aceste clădiri sunt integrate în complexe imense.
Ayyubizii au fondat multe madrase pentru a elimina Șiismul, după dispariția Fatimizilor din Egipt. Salah al-Din, în special, a pus să se construiască multe madrase în Cairo și în Siria, precum madrasa Firdaws în Alep (1243). Găsim încă influențe anatoliene la aceste clădiri.
Fără îndoială, epoca mamelucă este perioada în care s-a născut conceptul câte unui iwan de fiecare rit, așa cum este explicat în actul de waqf al complexului sultanului Hasan. În acea epocă, madrasele au fost, evident, legate de mari complexe pentru sultani și emiri.  Qala'un este prima madrasa mamelucă bine conservată, dar cea a complexului sultanului Hasan este, fără îndoială, cea mai frumoasă.
La Isfahan este cea mai veche madrasa conservată: Shah-am Mashhad, datată 1175. Se cunosc multe madrase în  Iranul Mare și în India, până cel puțin în secolul XVII. În aceste regiuni deosebit de agitate, ele serveau mai bine decât în altă parte la disemina diferitelor propagande. Se cunosc madrase atât șiite cât și sunnite.
Apariția madrasei în Maghreb este târzie (nu înainte de dinastia Mérinidă), și are loc într-un context de puternic sufism. De rit, în principal, malikit, aceste instituții servesc în primul rând pentru a extinde sufismele printre populațiile nomade, de multe ori încă neislamizate. Există multe exemple mărețe, în special în Fez, cum ar fi madrasa Attarin, madrasa Bu' Inaniyya, sau chiar la Tlemcen, faimoasa Medersa Khaldouniya.
În Spania, se studia în cea mai mare parte în moschei. Nu se cunoaște, prin urmare, decât o singură madrasa în regiune, care reflectă o influență merinidă semnificativă: Madrasa lui Iusuf I în Granada, decorată cu minunate stucaturi pictate.

#### Locuri de retragere
Există trei mari tipuri de locuri de retragere: Ribat, Khanqah și Zawiya.
Ribat
Un ribat este o clădire care este în același timp religioasă și militară, construită, de obicei, într-o zonă de frontieră sau pe o axă de comunicare importantă (litoral, drum mare). El adăpostește militari dedicați credinței, adică luptând pentru Jihad, războiul sfânt.   În general, constă într-o moschee, și poate fi folosit ca ospătărie, în special, pentru a găzdui un guvernator sau alt conducător, dar este mai ales o fortăreață, o redută. Variațiile arhitecturale sunt foarte mari, în funcție de perioade și de regiuni.  
Ribatul din Susa este unul dintre cele mai bine-cunoscute și mai vechi.
Khanqah sau Khanaqa
Un khanqah este locul unde își duc traiul misticii musulmani, dar, de asemenea, un loc de retragere temporară a unor "civili". Un khanqah poate fi în oraș sau în mediul rural, în funcție de ordinul religios care locuiește acolo, și are, de obicei, una sau mai multe moschei și celule. Poate găzdui, de asemenea, o școală și este adesea folosit ca loc de funerar pentru fondatorul său.
Zawiya
Un Zawiya, ca si un khanqah, este o clădire ce adăpostește sufiți, și un mormânt (al fondatorului, în general). Acesta diferă de khanqah prin dimensiunile sale mai impunătoare și prin rolul mult mai mare care i se acordă educației.

### Arhitectura funebră
În lumea islamică, musulmanii sunt, de obicei, înmormântați direct în groapă, într-un giulgiu, fără sicriu sau mormânt. Cu toate acestea, s-au dezvoltat rapid mai multe tipuri de arhitectura funerară pentru persoanele de rang înalt și, mai ales, pentru sfinți. Această arhitectură s-a născut în partea de est a ariei islamizate, adică în Iran, unde se practicau multe religii cu moduri diferite de a trata defuncții și unde șiiții dominau. Prin dimensiunea sa martirială, șiismul a favorizat apariția de mausolee, care servesc ca loc de rugăciune și de invocarea a sfinților, așa cum este cazul, de exemplu la Mașhad cu mormântul imamului Reza. Mormintele sfinților sunt numite imamzadeh.
Două forme apar în special : mausoleul sub cupolă și turn funerar, dar tipologia lor variază de la un loc la altul și de la o perioadă la alta.

#### Mausoleele sub cupolă
Un mausoleu sub cupolă este, după cum sugerează și numele, o clădire pe o bază poligonală și surmontat de o cupolă. Acest tip există de cel puțin din secolul X după cum reiese din existența mausoleului Samanizilor din Bukhara ( Uzbekistan). Există o mare varietate de forme: pătrat, octogonal, circular, pe arcade etc., iar dimensiunile pot varia foarte mult. Astfel, mausoleul Samanizilor are doar câțiva metri lățime, dar mausoleul lui Oldjaïtou din Sultaniya este un octogon enorm de mai mult de 38 mètres în diametru și înalt de aproximativ 77 m.
Mausoleul lui Timur Lenk, Gur Emir din Samarkand se distinge prin faianța albastră, cu luciu metalic.

#### Turnuri funerare
Se pare că tipul de mormânt turn provine din ritualuri, zoroastriene: cadavrele au fost expuse în partea de sus a turnurilor înalte. Astfel, Gonbad-e Qabus, unul dintre cele mai vechi turnuri funerare (1007) este conectat încă la această tradiție, chiar dacă ctitorul acestuia a fost un musulman. Mai târziu, camerele funerare au fost plasate sub turn, într-o criptă, și apoi la baza sa. Ca și mausolee sub cupole, turnurile pot lua diferite forme: poligonale, stelate, circulare etc. De multe ori, aspectul interior este simplificat în comparație cu exteriorul : astfel, vizitatorul vede un turn stelat, dar intră într-o cameră circulară.
Dacă tipul de mormânt turnul a rămas destul de persan, cel cu încăperea sub cupolă este foarte frecvent în lumea arabă, și se află în Egipt și în Anatolia. Se întâmplă adesea în aceste regiuni, cum ar fi în Persia începând cu Il-khanizii, ca mormântul să facă parte dintr-un complex funerar.

#### Complex
Complexele sunt agregări de mai multe clădiri. De obicei, într-un complex găsim o moschee și/sau unul sau mai multe madrasas, mormântul ctitorului și a familiei sale și instituții caritabile (cantine populare, aziluri) și/sau medicale (maristan, azil, școală de medicină). Un complex este administrat de obicei de către un waqf, adică venitul prăvăliilor și de la locuințele închiriate, îi sunt vărsate lui pentru funcționarea acestuia. Aceste magazine și aceste locuințe pot sau nu pot fi localizate în complexul în sine. De asemenea, se întâmplă ca artiștii să aibă aici ateliere, mai ales pentru fundațiile sultanului.
Mamelucii au construit o serie de complexe, dar cel mai impresionante sunt datorate Otomanilor.

### Arhitectură civilă și palațială
Arhitecturile arabe sunt încă prezente în Spania.

#### Palatele
Spre deosebire de omologii lor occidentali, palatele în țara Islamului sunt mici entități dispersate, de multe ori în grădini care structurează spațiul. Mai multe elemente sunt aproape întotdeauna în palatele islamice: sala de audiențe (Diwan, care este, de asemenea, numele consiliului de miniștri), haremul, care nu este un loc rezervat pentru femei, ci pur și simplu apartamentele private ale locuitorilor, și în cele din urmă de pavilioane de recreere.
Zidurile Alhambrei, în Granada, cuprinde mai multe palate. În mod similar, găsim unul deosebit de celebru în Istanbul, Topkapı Sarayı și în Cairo; de asemenea, au supraviețuit câteva din perioada mamelucă. Cu toate acestea, cele mai multe dintre palate au fost distruse de către cuceritori, dornici de a șterge urmele dinastiilor anterioare, sau de timp, atunci când au fost construite din materiale perisabile, cum ar fi cărămida nearsă și lemnul.

#### Maristan și structurile medicale
Un maristan (sau bimaristan) este un spital. Aproape întotdeauna administrat de un waqf, este de multe ori parte dintr-un complex, având în vedere vocația sa caritabilă. În fapt, un maristan are datoria să găzduiască orice musulman (sau orice musulmană) și să-i ofere îngrijiri gratuite. Acest lucru nu înseamnă că personalul este sub-calificat, dimpotrivă: unii dintre cei mai mari medici lucrează acolo. Astfel, al-Razi, al cărui tratat privind variola și rujeola a fost folosit în Vest ca și în Est până în secolul XIX, a condus timp de mai mulți ani maristanul din Bagdad în secolul X.
Principalele caracteristici arhitecturale al unor astfel de structuri sunt un număr semnificativ de încăperi și o atenție deosebită acordată apei, prin fântâni, bazine, canale.
Maristanele erau prezente în toate marile orașe, de la Granada până la Mashhad, și de multe ori împreună cu o școală medicală. Azilurile de alienați au fost, de asemenea, numeroase; la fel imareturile (cantine populare).
Clădirea cel mai bine conservată în momentul de față este, fără îndoială, maristanul lui Nur al-Din, în Alep, și cel mai remarcabil, cea a complexului funerar al lui Qala ' un, din păcate într-o stare precară, dar ale cărui sculpturi din stuc rămase dovedesc magnificență. Lung de aproape 70 mètres, clădirea acoperea o arie vastă, și era organizată în jurul unei curți cu patru iwan inegale. În această curte, era o fântână din care porneau patru canale care alimentau unele încăperi.

#### Structuri de igienă
Două tipuri de clădiri contribuie la îmbunătățirea igienei orașelor: sabilul și hamamul.
- Un sabil a fost o fântână publică, din care oricine poate lua apă. În general, construit datorită donațiilor potentaților, ele sunt numeroase în orașe. La sfârșitul perioadei mamelucilor (domnia lui Qaytbay), sabil este asociat cu un quttab, o școală primară, care este, în general, situată mai sus.
- Hamamurile sunt băi organizate în majoritatea timpului pe modelul băilor romane (săli rece, caldă și fierbinte). Ele ocupă un loc de frunte în lumea islamică, unde curățenia corpului este considerată esențială.

#### Structuri de comerț
Caravanseraiurile
Un caravanserai este o clădire de-a lungul drumurilor și în orașe, unde negustorii și pelerinii pot poposi. În funcție de loc, numele se schimbă: în lumea iraniană, acesta va fi numit mai degrabă khan (de unde românescul han), în timp ce în Maghreb, cel mai frecvent utilizat este cuvântul funduq. Un caravanserai este întotdeauna fortificat, și are atât grajduri (sau țarcuri) pentru cai și animalele de povară, cât și prăvălii și camere pentru oamenii în trecere. De obicei, prăvăliile sunt la parter și dormitoarele la primul etaj.
Wakala sunt clădiri ale orașului în care comercianții își depozitează și își vând produsele către angrosiști. Una dintre cele mai importante este wakala Al-Ghuri, în Cairo.
Piețele
În orașe, piețele sunt locuri importante. Ei iau numele de suk în arabă și bazar, în persană. Acestea sunt organizate de obicei pe corporații. Magazinele și rezervele sunt la parter, iar primul etaj este format din camerele comercianților, și, uneori, atelierele lor dacă își vând producția proprie. Cu toate acestea, meseriile care dau mirosuri nedorite (tăbăcarii) și sau prezintă riscuri de incendii sunt împinse la marginile pieței sau în afara orașului. În suk se pot închiria locuințe.

## Stiluri

### Arhitectura otomană
Planul standard al arhitecturii otomane a fost parțial inspirat de exemplul de Sfintei Sophia din Constantinopol / Istanbul; Ilkhanid funcționează ca mormântul lui Oljaytu și mai devreme selgiucizii ridică clădiri monumentale în Anatolia la Beylik și au propriile lor inovații Cel mai faimos dintre otoman arhitecții otomani a fost (și rămâne) Mimar Sinan, care a trăit timp de aproximativ o sută de ani și a proiectat mai multe sute de clădiri, dintre care cele mai importante sunt Moscheea Süleymaniye din Istanbul și Moscheea Selimiye din Edirne. Ucenicii lui Sinan, au construit mai târziu celebra Moschee albastră din Istanbul și Taj Mahal din India.
Cele mai numeroase și mai mari moschei sunt în Turcia, la care influențele bizantină, persană și arabo-siriene se văd și inclusiv în desene. Arhitecții turci au implementat propriul stil de domuri cupole. Timp de aproape arhitectura bizantină, reprezentată mai ales de  biserica Sfânta Sophia a servit ca model pentru cele mai multe dintre moscheele otomane, cum ar fi Moscheea Shehzade, moscheea Suleiman, moscheea Rustam Pașa .
Otomanii stăpâneau perfect tehnica construirii de spații vaste interioare limitate de cupole încă masive dar care par lipsite de greutate, atingând perfecțiunea în realizarea echilibrului între interior și exterior, între lumină și umbră. Arhitectura religioasă islamică, care până atunci a constat în structuri simple, cu vaste decorațiuni, a fost transformată de către Otomani, care vin cu un vocabular arhitectural dinamic alcătuit din bolți, cupole, semidomuri și coloane. Moscheea a fost transformată dintr-o cameră înghesuită și întunecată, cu pereții acoperiți cu arabescuri, într-un sanctuar al echilibrului estetic și tehnic, al eleganței rafinate sugerând transcendența celestă.

### Arhitectura indo-islamice
Un alt sub-stil distinctiv este arhitectura indo-islamică din Asia de Sud, o fuziune între arabi și Asia centrală, între elemente persane și cele locale hinduse. Cele mai faimoase exemple de arhitectura mogulă sunt seria de mausolee imperiale , care a început cu pivotul constituit de Mormântul lui Humayun; cel mai cunoscut este totuși Taj Mahal, finalizat în anul 1648 de către împăratul Shah Jahan în memoria soției sale Mumtaz Mahal, care a murit la nașterea celui de al paisprezecelea copil. Taj Mahal-ul este complet simetric, cu excepția sarcofagului lui Shah Jahan, care este excentric în camera de criptă de sub etajul principal. Această simetrie este extinsă la nivelul întregii moschei toată din marmură albă, care se vrea imaginea în oglindă a Meccăi, care este din marmură neagră. Un exemplu celebru de charbagh în stil mughal (mogul) sunt grădinile lui Shalimar din Lahore, unde  este situat și Mormântul lui Jahangir, fără dom. Alt exemplu este Bibi Ka Maqbara în Aurangabad, care a fost comandat de către cel de al șaselea împărat mogul Aurangzeb, în memoria soției sale. În fine, Fortul Roșu din Delhi și Fortul Agra sunt imense palate fortificate; la fel, orașul abandonat Fatehpur Sikri, la 42 kilomètres la vest de Agra, a fost construit pentru Akbar la sfârșitul secolului XVI.

### Arhitectura, sino-islamică
Prima moschee din China a fost înființată în secolul al VII-lea, în timpul dinastiei Tang, în Xi'an. Marea Moschee din Xi'an, al cărei clădiri datează din timpul dinastiei Ming, nu reproduce multe dintre caracteristicile asociate moscheilor tradiționale. În schimb, aceasta urmează arhitectura tradițională chineză. Unele moschei chinezești în unele părți din vestul Chinei, au putut să includă minarete și cupole de moschei, în timp ce în est moscheile arată ca niște pagode.
O caracteristică importantă a arhitecturii chineze este accentul pus pe simetrie, care conotează impresia de grandoare; acest lucru se aplică la orice, la palate ca și la moschei. O excepție notabilă este în designul grădinilor, care tind să fie cât mai asimetrice cu putință. Ca picturile chinezești pe suluri, principiul care stă la baza compoziției grădinii este de acela de a-i da patronului posibilitatea de a se plimba la întâmplare și de a se simți în grădină ca în sânul naturii.

### Arhitectura afro-islamică
Cucerirea islamică din Nordul Africii a însemnat dezvoltarea în regiune a arhitecturii islamice, inclusiv a unor ansambluri celebre precum citadela din Cairo.
În partea de sud a Saharei, influența islamică a avut ca efect realizarea uneia dintre cele mai importante contribuții la dezvoltarea arhitecturii: epoca Imperiului Ghana. La Kumbi Saleh, localnicii trăiau în colibe în formă de cupolă în timp ce negustorii aveau case de piatră. Arhitectura din Sahel este cunoscută prin două orașe: Djenné și Timbuktu. Moscheea Sanskore  din Timbuktu,construită chirpici este similar ca stil cu Marea Moschee din Djenné. Datorită creșterii anumitor regate în regiunea de coastă din Africa de Vest, s-a născut o arhitectură care a fost introdus în loc de alte traditii indigene, utilizarea de lemn. În faimosul oraș Benin, distrus de o expediție de represalii, exista un mare complex de case din chirpici cu acoperisuri debardeaux sau frunze de palmier. Palatul avea un șir de săli ceremoniale, și era decorat cu plăci de alamă.